# Hans Ebersberger
Hans Ebersberger (* 7. Dezember 1932 in Fürth; † 30. November 2010) war ein deutscher Fußballfunktionär.

## Werdegang
Ebersberger erlernte zunächst das Bäckerhandwerk und schloss seine Ausbildung mit der Meisterprüfung ab. Später war er als Lehrer tätig und leitete bis zu seinem Ruhestand das Wirtschaftswissenschaftliche Gymnasium in Bayreuth. Der Oberstudienrat war von 1960 bis 1970 für Deutsch und Wirtschaftsgeschichte an der Höheren Wirtschaftsfachschule Nürnberg (Vorgängereinrichtung der Technischen Hochschule Nürnberg Georg Simon Ohm) tätig. Ab 1975 bzw. 1976 stand er auch der Berufsoberschule und der Volkshochschule in Bayreuth vor und hatte den Vorsitz der Meisterprüfungsausschüsse der Handwerkskammer von Oberfranken für Bäcker und Konditoren inne.
Nebenberuflich galt sein Engagement dem Fußball. Von 1948 an war er als Schiedsrichter aktiv und wurde 1959 in Mittelfranken Beisitzer des Bezirksschiedsrichterausschusses und Bezirkslehrwart. Es folgte eine steile Karriere als Funktionär innerhalb des Bayerischen Fußball-Verbandes (BFV). Von 1963 bis 1971 übte er das Amt des Landeslehrwartes aus, von 1969 bis 1976 war er Vorsitzender des Verbandsschiedsrichterausschusses und von 1976 bis 1990 Vorsitzender des Verbandsspielausschusses. Gleichzeitig war er Vorsitzender der Prüfungskommission beim Erwerb der Trainer-B-Lizenz in Bayern.
Beim Deutschen Fußball-Bund (DFB) war er über 20 Jahre lang als Schiedsrichterlehrwart tätig und war im DFB-Schiedsrichterausschuss für die Bereiche Werbung, Imagepflege und Nachwuchsgewinnung zuständig. Gleichzeitig war er als internationaler Delegierter und Spielbeobachter der UEFA sowie als Instruktor des Fußballweltverbandes FIFA im Einsatz.
Um den Schulsport nachhaltig zu fördern, gründete er 1998 die Hans-Ebersberger-Stiftung, die 2007 in eine rechtsfähige Stiftung umgewandelt wurde.

## Ehrungen
Ebersberger wurden zahlreiche Ehrungen zuteil. 2002 wurde er zum Verbandsehrenmitglied des Bayerischen Fußball-Verbandes ernannt. Zudem erhielt er vom DFB die Goldene Ehrennadel und die Ehrenspange, außerdem die BFV-Verbands-Verdienstnadeln in Gold und Silber. Im Dezember 2007 bekam er die Ehrenmedaille des Bezirks Oberfranken verliehen. Er war zudem Träger des Bundesverdienstkreuzes 1. Klasse.